# Jankovich-Bésán Géza
Pribéri, vuchini és dunaszekcsői Jankovich-Bésán Géza (Öreglak, 1857. augusztus 25.–Somogygeszti, 1904. június 28.), lótenyésztő, Somogy vármegyei törvényhatósági bizottság tagja, Somogy vármegye lótenyész-bizottsági elnöke, nagybirtokos.

## Élete
Az előkelő és jómódú nemesi pribéri, vuchini és dunaszekcsői Jankovich-Bésán család sarja. Apja pribéri, vuchini és dunaszekcsői Jankovich-Bésán József (1825–1914), öreglaki nagybirtokos, felsőházi tag, anyja vizeki Tallián Matild (1821–1888) volt; az apja 1887. december 22.-én királyi engedélyt szerzett a "Jankovich-Bésán" név viselésére, illetve a "dunaszekcsői" nemesi előnevet is kapta adományban az uralkodótól. Az apai nagyszülei pribéri és vuchini Jankovich István (1793–1865) földbirtokos és báró Laffert Amália (1800–1828) voltak. Az anyai nagyszülei vizeki Tallián Boldizsár (1781-1834) császári és királyi kamarás, Somogy vármegye alispánja, táblabíró, földbirtokos és zalabéri Horváth Ida (1798–1875) voltak. Fivére Jankovich-Bésán Elemér (1853–1917), földbirtokos, húga Jankovich-Bésán Matild (1854–1935), akinek a férje eörményesi és karánsebesi báró Fiáth Pál (1850–1939) kormánybiztos, főispán, tanácsos volt.
Megörökölte a meglehetősen nagy somogygeszti családi uradalmat, amelyben hosszú évekig gazdálkodott. A vadászat sportjának nagy elkötelezettje volt: például pribéri és vuchini Jankovich Géza szlavóniai birtokán, Ivarajkovicán 1885. március 27-ig 111 darab erdei szalonkát lőttek mindössze csak 4 napi vadászaton, és pedig két nap 3 puskás, két nap csak két vadász lőtte ezt a mennyiséget. A szenvedélyes vadász hosszú évtizedekig meglehetősen sok időt és nagy részét a vagyonának fordított a lótenyésztésre is. A híres somogygeszti ménese kiváló lovakat hozott a lovasvilágra. 1895. május 13án Somogyvármegye eddigi lótenyészbizottsági elnökének leköszönése folytán a vármegye törvényhatósági bizottságának a közgyűlésen lótenyész-bizottsági elnökké Jankovích-Bésán Gézát választotta meg.
Jankovich Bésán Géza a vármegye közigazgatásában is vett részt: a Somogy vármegyei törvényhatósági bizottságnak hosszú éveken át buzgó tagja volt.

## Házassága és gyermeke
A szerelem áldozatául esett 32 éves Jankovich-Bésán Géza rangon-aluli házasságot kötött; 1889. augusztus 10-én Somogygesztin feleségül vette a kispolgári származású Pozsonyi Katalin (*Toponár, 1863. június 29.–†Budapest, 1956. augusztus 28.) kisasszonyt, somogygeszti postamesternőt. Az esküvői tanúk a vőlegény nagybátyja, gróf pribéri és vuchini Jankovich László (1816–1895), Somogy vármegye főispánja, cs. és kir. valóságos belső titkos tanácsos, a Főrendiház tagja, és ennek a fia, gróf pribéri és vuchini Jankovich Tivadar (1856–1915) nagybirtokosok voltak. Jankovich-Bésán Géza és Pozsonyi Katalin frigyéből született:
- Jankovich-Bésán István Aladár Lajos Mária (*Somogygeszti,  1894. július 24.–†Budapest, 1910. március 17.)[11]
- gróf Jankovich-Bésán József (*Somogygeszti,  1896. május 8.–†Bécs, 1972. december 24.), földbirtokos, a főrendiház örökös tagja, (1916. december 30-án grófi címet kapott). Felesége: gróf nagylónyai és vásárosnaményi Lónyay Mária Antónia (*Bátyú, 1898. november 28.–†Bécs, 1970. október 1.)